# كأس السوبر الأرجنتيني 2014
بطولة كأس السوبر الأرجنتيني 2014 هي النسخة الثالثة من بطولة كأس السوبر الأرجنتيني، لعب يوم 25 أبريل 2015 في استاد سان خوان ديل بيسينتيناريو، بين فريق ريفر بليت الفائز بالدوري وفريق هوراكان الفائز بكأس الأرجنتين. وقد انتهت المباراة بفوز هوراكان بالمباراة بنتيجة 1–0 ليحصد لقبه الأول في تاريخ البطولة.

## التفاصيل
| ريفر بليت | 0–1 | هوراكان                   |
| --------- | --- | ------------------------- |
|           |     | إدسون 22' (بالقدم اليمنى) |